# Ballophilus australiae
Ballophilus australiae är en mångfotingart som beskrevs av Chamberlin 1920. Ballophilus australiae ingår i släktet Ballophilus och familjen Ballophilidae. Inga underarter finns listade i Catalogue of Life.